# Bell Labs
Нокија Белове лабораторије (енгл. Nokia Bell Labs) назив је компаније за индустријско истраживање и научни развој чији је власник финска компанија Нокија. Седиште фирме се налази у Мари Хилу у Њу Џерзију, док се остале лабораторије налазе широм САД и других држава.
Истраживачи који раде у Беловим лабораторијама су признати за развој радио-астрономије, транзистора, ласера, ЦЦД сензора, теорије информације, Јуникс оперативног система, као и програмских језика C и C++. Девет Нобелових награда додељено је за рад који се обављао у Беловим лабораторијама.

## Познати запослени
| Слика | Име                 | Заслуге |
| ----- | ------------------- | --- |
|       | Арно Пензијас       | Открио позадинско зрачење, са Робертом Вудро Вилсоном, које потиче од Великог Праска и за то је освојио Нобелову награду 1978. године. |
|       | Артур Ешкин         | Сматра се оцем актуелног поља оптичких пинцета, за које је добио Нобелову награду из физике 2018. године. |
|       | Бишну С. Атал       | Развио је нови алгоритам за обраду говора и кодирања, укључујући основни рад на линеарном предвиђању говора и развоју CELP-а, основе свих говорних комуникацијских кодека у мобилној и гласовној комуникацији преко интернета.                                                                                      |
|       | Бјарне Стравструп   | Творац C++ програмског језика. |
|       | Брајан Керниген     | Помогао је у креирању Јуникса, AWK, AMPL и књиге Програмски језик C. |
|       | Клод Елвуд Шенон    | Зачетник теорије информација кроз два рада објављена 1948. и 1949. године. Сматра се утемељивачем теорије дигиталног рачунара и теорије дизајна дигиталних кола. Написао је тезу у којој је доказао да се применом булове алгебре на дигитална електрична кола може решити било који нумерички или логички проблем. |
|       | Клинтон Дејвисон    | Дејвисон и Лестер Гермер су извели експеримент којим су доказали да се електрони дифракују на површини кристала никла. |
|       | Денис Ричи          | Креатор C програмског језика и са дугогодишњим колегом Кеном Томпсоном направио је Јуникс оперативни систем. |
|       | Џорџ Смит           | Добитник Нобелове награде за физику 2009. године за проналазак полупроводничких кола за снимање – ЦЦД сензора. |
|       | Џон Хопкрофт        | Добитник Тјурингове награде 1986. године за фундаментална постигнућа у дизајну и анализи алгоритама и структура података. |
|       | Џон Бардин          | Добитник Нобелове награде из физике 1956. године за откриће транзистора и 1972. године за развој теорије суперпроводности. |
|       | Кен Томпсон         | Радио је на стварању програмског језика Б и Јуникс оперативног система. Од 2006. године радио је у Гуглу где је осмислио Гоу програмски језик. |
|       | Ричард Хеминг       | Креатор Хеминговог кода, Хеминговог прозора и Хемингове раздаљине. |
|       | Роберт Тарџан       | Проналазач неколико графовских алгоритама, између осталих и Тарџановог алгоритма намањег заједничког претходника. |
|       | Роберт Вудро Вилсон | Открио космичко позадинско зрачење које је служило као важна потврда теорије Великог праска. |
|       | Морис Карно         | Развио је Карноову карту која се користи у буловој алгебри. |